# 亚历山大·维克曼
亚历山大·卡尔洛维奇·韦克曼（俄语：Александр Карлович Векман，1884年8月12日（7月31日）—1955年4月10日）他是苏联的军事领导人。

## 生平
曾在沙皇海军服役，参加第一次世界大战，为海军中校。1919年，参加苏联海军。国内战争时期，历任枪炮业务长、水雷队队长、上阿斯特拉罕支队支队长、伏尔加河—里海区舰队北方支队参谋和支队长。1920年历任里海海军司令、波罗的海舰队的舰艇编队指挥。1922年起，任黑海舰队司令。1924年，任波罗的海舰队司令。1926年起，任里海区舰队司令。1927年起，担任新舰验收常务委员会主席。1938年遭到被捕。1940年释放。同年被授海军中将衔。1940—1947年，在海军海道测量部供职。1947年退役，1955年在列宁格勒去世。获列宁勋章一枚。